# چیکا ساکاموتو
چیکا ساکاموتو (انگلیسی: Chika Sakamoto; ۱۷ اوت ۱۹۵۹ – ) صداپیشه، و بازیگر اهل ژاپن بود. وی از سال ۱۹۸۱ میلادی تاکنون مشغول فعالیت بوده‌است.